# Arafat Abou-Chaker
Arafat Abou-Chaker (* 1976 in West-Berlin) ist ein deutsch-palästinensischer Geschäftsmann und mutmaßliche Führungsfigur des Abou-Chaker-Clans.

## Familie und Leben
Abou-Chaker ist ein Sohn von Said und Nazmie Abou-Chaker, die im palästinensischen Flüchtlingslager Wavel in der Nähe der Stadt Baalbek im Libanon geboren wurden. Nach Ausbruch des Libanesischen Bürgerkriegs flohen seine Eltern mit ihren vier Kindern nach Deutschland. In West-Berlin wurden fünf weitere Kinder geboren, darunter auch Arafat. Zu seinen Brüdern zählt unter anderem Nasser Abou-Chaker, der 1971 geboren wurde und der älteste Sohn der Familie ist. 2009 tauchten Berichte auf, die beweisen wollten, dass einige Rotlichtmeilen in Berlin wohl zu dessen Einflussgebiet gehörten. Ein weiterer Bruder ist Mohammed Abou-Chaker, der als Drahtzieher beim sogenannten Pokerraub im Berliner Grand Hyatt Hotel der breiten Öffentlichkeit bekannt wurde. Für seine begangene Straftat wurde dieser zu sieben Jahren und drei Monaten Haft verurteilt und kam 2013 in den offenen Vollzug. Ein weiterer Verwandter ist der Edelmetallhändler Ahmed Abou-Chaker, der sich jedoch laut eigener Aussage von den kriminellen Aktivitäten des Clans distanziert hat.
Laut eigener Aussage machte Arafat in Deutschland das Fachabitur. Nachfolgend absolvierte er eine Ausbildung zum Kfz-Mechaniker. Er war Mitglied der Spinne44, einer kriminellen Jugendgruppe aus Berlin-Neukölln.
Seit 1991 ist er bei der Berliner Justiz aktenkundig, wonach in 33 Fällen durch die Berliner Staatsanwaltschaft gegen ihn ermittelt wurde. Im Januar 2019 wurde Arafat vom Amtsgericht Tiergarten erstinstanzlich wegen Körperverletzung und Bedrohung zu einer zehnmonatigen Freiheitsstrafe verurteilt, deren Vollzug zur Bewährung ausgesetzt wurde. Das Landgericht Berlin wandelte das Urteil später in einem Berufungsprozess in eine Geldstrafe von 90 Tagessätzen zu je 165 Euro um.
Nach dem Terrorangriff der Hamas auf Israel 2023 postete er auf Instagram einen Screenshot von einer Karte mit Angriffspunkten auf Israel und „Ich liebe es sowas zu sehen“. Bei ihm werden Sympathien für Islamismus und Salafismus vermutet. Zum Freitagsgebet besucht er regelmäßig die dem Salafismus nahestehende Al-Nur-Moschee.
Abou-Chaker ist Vater von fünf Kindern.

## Management von Bushido
2008 erlangte Arafat überregionale Bekanntheit, als er das Management des Deutschrappers Bushido übernahm, den er schon seit 2004 kennt. 2013 erteilte ihm Bushido die Generalvollmacht über sein Eigentum und seine Geschäfte und beteiligte ihn mit bis zu 50 Prozent seiner Einnahmen. Im Herbst 2017 endete die Zusammenarbeit zwischen Bushido und Arafat Abou-Chaker im Unguten.
Im April 2023 wurde Arafat im Zuge eines Zivilprozesses zu einer Rückzahlung von mehr als zwei Millionen Euro an Bushido verurteilt. Im Februar 2024 wurde Arafat Abou-Chaker vom Landgericht Berlin wegen Veröffentlichung von unerlaubten Tonbandaufnahmen in 13 Fällen zu einer Geldstrafe von 81.000 Euro (90 Tagessätze von jeweils 900 Euro) verurteilt, er und seine Brüder Yasser, Nasser und Rommel jedoch von allen anderen Anklagepunkten, darunter Freiheitsberaubung, Nötigung, versuchte schwere räuberische Erpressung in Millionenhöhe und gefährliche Körperverletzung aufgrund mangelnder Beweise freigesprochen. Hintergrund des dreieinhalb Jahre langen Verfahrens war insbesondere ein Treffen mit Bushido im Januar 2018, bei der es um die Trennung ihrer geschäftlichen Beziehungen gegangen sein soll und bei der Bushido laut eigenen Aussagen von Arafat bedroht, erpresst, in einem Büro eingesperrt und mit einer halbvollen Hartplastik-Flasche und einem Stuhl beworfen worden sein sollte.
Arafat wird in mehreren von Bushidos Werken thematisiert. In der Filmbiographie Zeiten ändern dich (2010) wird er vom deutschen Schauspieler Moritz Bleibtreu dargestellt. 2018 veröffentlichte Bushido mit dem Song Mephisto eine musikalische Abrechnung mit Arafat. In zwei Doku-Serien (Unzensiert – Bushido’s Wahrheit (2021) und Bushido – RESET (2022)) wird der geschäftliche Bruch und der anschließende Gerichtsprozess zwischen Bushido und Arafat aus Sicht des Rappers dargestellt.
Arafats Sohn Ahmed (* ca. 2001) erreichte Mitte 2022 überregional Bekanntheit, als er eine Villa in Kleinmachnow kaufte, die vorher Bushido gehört hatte.
Im April 2024 veröffentlichte Arafat das Buch Klartext: Die wunderbare Vergangenheit des Herrn Bushido, das überregional Aufmerksamkeit erlangte.

## Bibliografie
- Mit Gabriel Dhul-Fiqar: Klartext: Die wunderbare Vergangenheit des Herrn Bushido. OC-Books !, Berlin 2024, ISBN 978-3-9826172-9-9